# Wittingmetoden
Wittingmetoden är en läs- och skrivinlärningsmetod utarbetad av lektor Maja Witting i samverkan med hennes elever och kollegor under en dryg tioårsperiod på 1960- och 70-talen. Metodens två grundelement är det metakognitiva elevansvaret och arbetsmaterialet med innehållsneutrala språkstrukturer. De två centrala arbetsmomenten är avlyssningsskrivning, för automatisering av kopplingen mellan språkljud och tecken, och fri associering, som utvecklar elevernas förståelse, ordförråd och känsla för språket. I metoden arbetar eleverna strukturerat med fonem-grafem-koppling och skriver sig till läsning för hand. 
Wittingmetoden har flera tillämpningsområden t.ex. 
- Nyinlärning (för den grundläggande läs- och skrivinlärningen)
- Ominlärning (för att arbeta bort läs- och skrivsvårigheter)
- Svenska som nytt språk (för andraspråksinlärare)
- Vidareutveckling och förstärkning (för arbetet inom ämnet svenska, efter läs- och skrivinlärningen)